# Sula Sgeir
Sula Sgeir är en ö i Storbritannien. Den ligger i den norra delen av landet, 900 km norr om huvudstaden London. Arean är 15,0 kvadratkilometer. 